# توماش ووکون
توماش ووکون (انگلیسی: Tomáš Vokoun؛ زادهٔ ۲ ژوئیهٔ ۱۹۷۶) بازیکن هاکی روی یخ اهل جمهوری چک است.
از باشگاه‌هایی که در آن بازی کرده‌است می‌توان به مونترآل کانادینز اشاره کرد.